# Xamontarupt
Xamontarupt és un municipi francès, situat al departament dels Vosges i a la regió del Gran Est. L'any 2007 tenia 152 habitants.

## Demografia

### Població
El 2007 la població de fet de Xamontarupt era de 152 persones. Hi havia 60 famílies, de les quals 16 eren unipersonals (16 dones vivint soles i 16 dones vivint soles), 20 parelles sense fills, 20 parelles amb fills i 4 famílies monoparentals amb fills.
La població ha evolucionat segons el següent gràfic:
Habitants censats

### Habitatges
El 2007 hi havia 80 habitatges, 58 eren l'habitatge principal de la família, 18 eren segones residències i 3 estaven desocupats. 73 eren cases i 7 eren apartaments. Dels 58 habitatges principals, 44 estaven ocupats pels seus propietaris, 11 estaven llogats i ocupats pels llogaters i 4 estaven cedits a títol gratuït; 1 tenia una cambra, 2 en tenien dues, 5 en tenien tres, 11 en tenien quatre i 40 en tenien cinc o més. 49 habitatges disposaven pel capbaix d'una plaça de pàrquing. A 20 habitatges hi havia un automòbil i a 33 n'hi havia dos o més.

### Piràmide de població
La piràmide de població per edats i sexe el 2009 era:
| Homes | Edats   | Dones |
| ----- | ------- | ----- |
| 0     | 95 o +  | 0     |
| 0     | 90 a 94 | 0     |
| 0     | 85 a 89 | 0     |
| 0     | 80 a 84 | 0     |
| 0     | 75 a 79 | 4     |
| 0     | 70 a 74 | 0     |
| 8     | 65 a 69 | 12    |
| 0     | 60 a 64 | 4     |
| 4     | 55 a 59 | 4     |
| 12    | 50 a 54 | 4     |
| 4     | 45 a 49 | 4     |
| 4     | 40 a 44 | 4     |
| 12    | 35 a 39 | 8     |
| 4     | 30 a 34 | 8     |
| 4     | 25 a 29 | 0     |
| 0     | 20 a 24 | 4     |
| 0     | 15 a 19 | 8     |
| 12    | 10 a 14 | 12    |
| 12    | 5 a 9   | 0     |
| 0     | 0 a 4   | 0     |

## Economia
El 2007 la població en edat de treballar era de 95 persones, 73 eren actives i 22 eren inactives. De les 73 persones actives 66 estaven ocupades (34 homes i 32 dones) i 7 estaven aturades (5 homes i 2 dones). De les 22 persones inactives 11 estaven jubilades, 7 estaven estudiant i 4 estaven classificades com a «altres inactius».

### Ingressos
El 2009 a Xamontarupt hi havia 61 unitats fiscals que integraven 160 persones, la mediana anual d'ingressos fiscals per persona era de 18.858 €.

### Activitats econòmiques
Dels 2 establiments que hi havia el 2007, 1 era d'una empresa de construcció i 1 d'una empresa immobiliària.
L'únic servei als particulars que hi havia el 2009 era un paleta.
L'any 2000 a Xamontarupt hi havia 8 explotacions agrícoles que ocupaven un total de 129 hectàrees.

## Poblacions més properes
El següent diagrama mostra les poblacions més properes.